# Latinský pohár

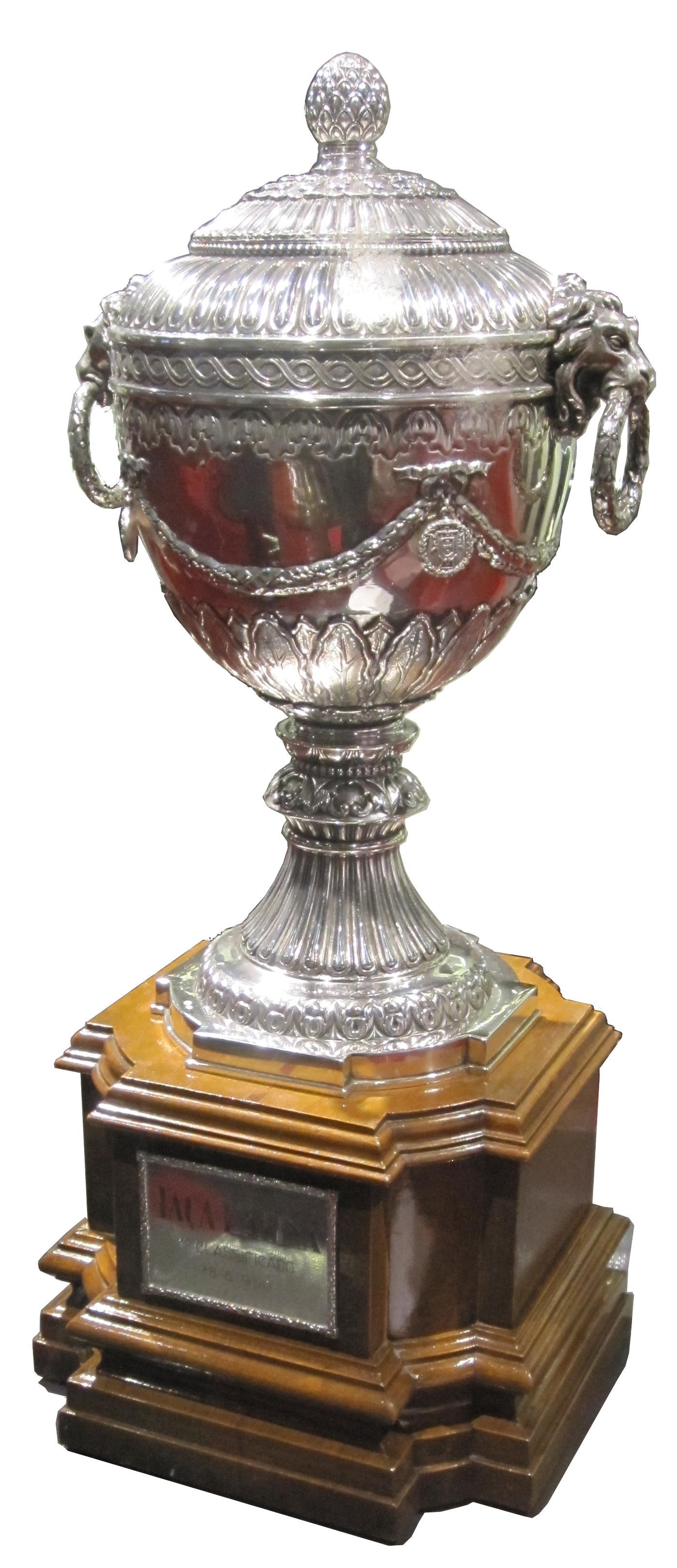
Latinský pohár

Latinský pohár byl mezinárodní fotbalový turnaj za účasti klubů z Itálie, Francie, Španělska a Portugalska hraný v letech 1949 až 1957. Pojmenování dostal podle toho, že jazyky všech 4 zemí jsou románské, vznikly tedy z latiny. Každý ročník se hrál vždy jen v jedné zemi, účastnit se ho měli úřadující mistři svých zemí, ti však byli někdy nahrazeni dalšími týmy v pořadí.

## Historie
Pohár byl založen v roce 1949 FIFA na žádost fotbalových federací 4 zemí, byl nakonec ale fakticky řízen těmito federacemi.
Pohár se hrál ve dvou 4letých cyklech, tedy celkem 8 ročníků. V každém cyklu byla každá země jednou pořadatelem. Za celkové umístění klubu získala země body: vítěz 4, 2. místo 3, 3. místo 2, poslední 1. Hlavní trofej získala za celý cyklus federace země s největším počtem bodů. Kluby, které vyhrály jednotlivé ročníky, dostaly menší kopii.
V roce 1949 se zúčastnil FC Turín 2 měsíce poté, co spadlo letadlo s celým týmem a skončila nejslavnější éra klubu.
V roce 1950 se nemohli zúčastnit hráči, kteří byli na mistrovství světa, proto byla Itálie reprezentována Laziem, které bylo v lize až čtvrté.
V roce 1954 se kvůli mistrovství světa nehrálo vůbec.
Pohár lze svou povahou a snad i prestiží považovat za nástupce meziválečného Středoevropského poháru, který už po válce upadal, a předchůdce Poháru mistrů evropských zemí (PMEZ). Poslední ročníky se překrývají s prvními ročníky PMEZ. Důkazem sportovní váhy Latinského poháru je fakt, že prvních 11 ročníků PMEZ vyhrály kluby ze Španělska, Portugalska a Itálie (1956–1966) a v tomto období navíc 9 z 11 poražených finalistů PMEZ bylo ze 4 zemí Latinského poháru. Až v roce 1970 bylo finále PMEZ bez klubů z těchto 4 zemí.

## Výsledky
Pokud nebyl tým mistrem, je v závorce uvedeno ligové umístění.
| Rok  | Finále         | Finále         | Finále          | O 3. místo      | O 3. místo   | O 3. místo     | Stadion                   | Město        |
| Rok  | Vítěz          | Skóre          | Finalista       | 3. místo        | Skóre        | 4. místo       | Stadion                   | Město        |
| ---- | -------------- | -------------- | --------------- | --------------- | ------------ | -------------- | ------------------------- | ------------ |
| 1949 | Barcelona      | 2–1            | Sporting CP     | Torino          | 5–3          | Stade de Reims | Estadio Chamartín         | Madrid       |
| 1950 | Benfica        | 3–3 (po prod.) | Bordeaux        | Atlético Madrid | 2–1          | Lazio (4)      | Estádio Nacional          | Lisabon      |
| 1950 | Benfica        | 2–1 (po prod.) | Bordeaux        | Atlético Madrid | 2–1          | Lazio (4)      | Estádio Nacional          | Lisabon      |
| 1951 | Milan          | 5–0            | Lille (2)       | Atlético Madrid | 3–1          | Sporting CP    | San Siro                  | Milán        |
| 1952 | Barcelona      | 1–0            | Nice            | Juventus        | 3–2          | Sporting CP    | Parc des Princes          | Paříž        |
| 1953 | Stade de Reims | 3–0            | Milan (3)       | Sporting CP     | 4–1          | Valencia (2)   | Estádio Nacional          | Lisabon      |
| 1954 | (Nehrálo se)   | (Nehrálo se)   | (Nehrálo se)    | (Nehrálo se)    | (Nehrálo se) | (Nehrálo se)   | (Nehrálo se)              | (Nehrálo se) |
| 1955 | Real Madrid    | 2–0            | Stade de Reims  | Milan           | 3–1          | Belenenses (2) | Parc des Princes          | Paříž        |
| 1956 | Milan (2)      | 3–1            | Athletic Bilbao | Benfica (2)     | 2–1          | Nice           | Arena Civica              | Milán        |
| 1957 | Real Madrid    | 1–0            | Benfica         | Milan           | 4–3          | Saint-Étienne  | Estadio Santiago Bernabéu | Madrid       |

| #  | Země        | Body |
| -- | ----------- | ---- |
| 1. | Španělsko   | 12   |
| 2. | Francie     | 10   |
| 3. | Itálie      | 9    |
| 3. | Portugalsko | 9    |

| #  | Země        | Body |
| -- | ----------- | ---- |
| 1. | Španělsko   | 12   |
| 2. | Itálie      | 11   |
| 3. | Francie     | 9    |
| 4. | Portugalsko | 8    |

## Celková bilance
| #  | Klub             | 1. | 2. | 3. |
| -- | ---------------- | -- | -- | -- |
| 1. | AC Milán         | 2  | 1  | 2  |
| 2. | FC Barcelona     | 2  |    |    |
| 2. | Real Madrid      | 2  |    |    |
| 4. | Benfica Lisabon  | 1  | 1  | 1  |
| 5. | Stade Remeš      | 1  | 1  |    |
| 6. | Sporting Lisabon |    | 1  | 1  |

| #  | Země        | Body | 1. | 2. | 3. | 4. |
| -- | ----------- | ---- | -- | -- | -- | -- |
| 1. | Španělsko   | 24   | 4  | 1  | 2  | 1  |
| 2. | Itálie      | 20   | 2  | 1  | 4  | 1  |
| 3. | Francie     | 19   | 1  | 4  |    | 3  |
| 4. | Portugalsko | 17   | 1  | 2  | 2  | 3  |